# Œuvres de miséricorde
Ne doit pas être confondu avec Les Œuvres de miséricorde.

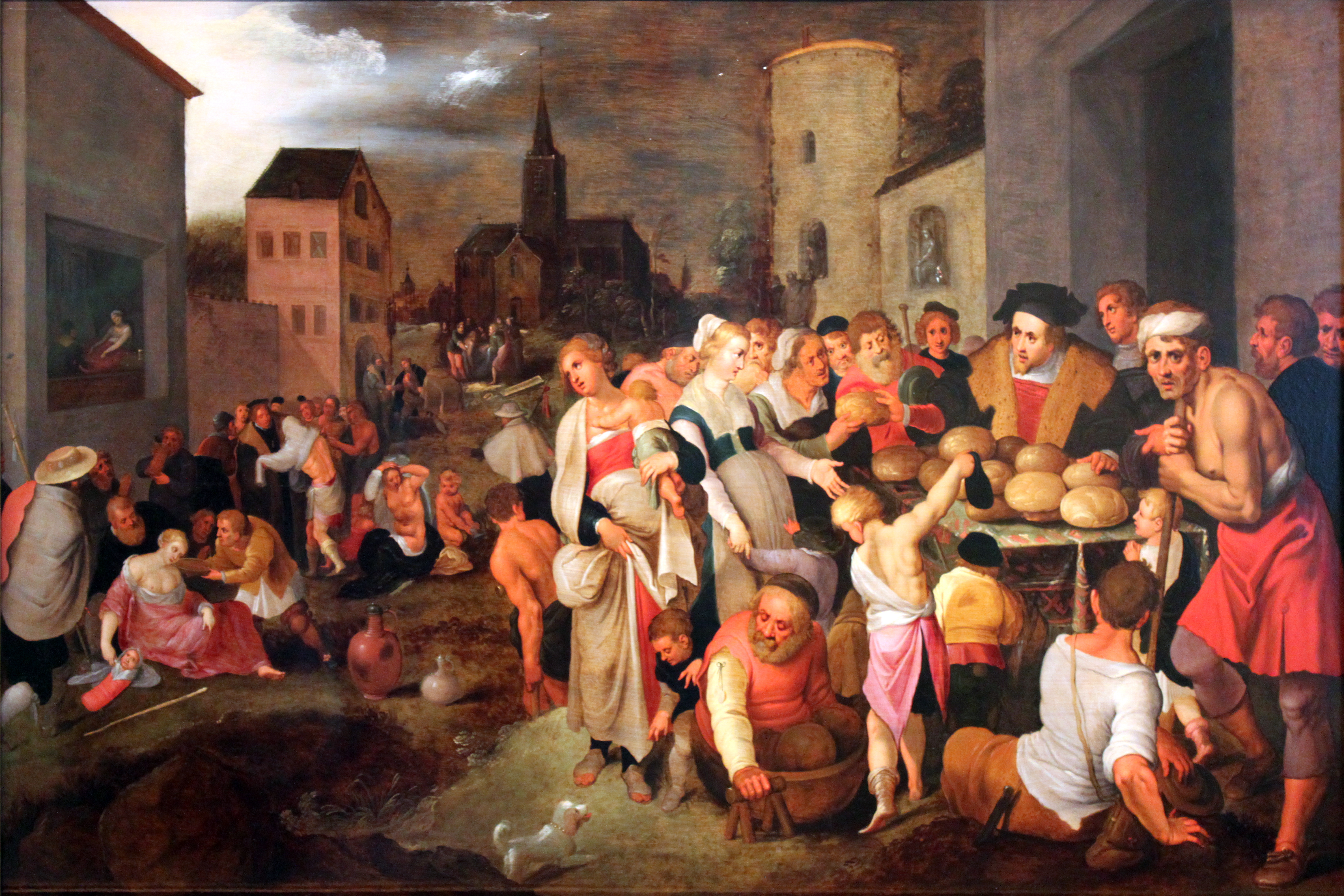
Les sept œuvres de miséricorde, par Frans II Francken, 1605.

Les œuvres de miséricorde (du latin « misereo » (avoir pitié) et « cor » (cœur),) sont les actions bienfaisantes que chaque chrétien doit accomplir par amour pour Dieu et pour son prochain en s'efforçant de diminuer ses misères, constituant ainsi une application de la vertu théologale de charité. Quatorze œuvres de miséricorde sont recensées : sept qui relèvent du corps dites « corporelles », et sept qui relèvent de l'esprit dites « spirituelles ».

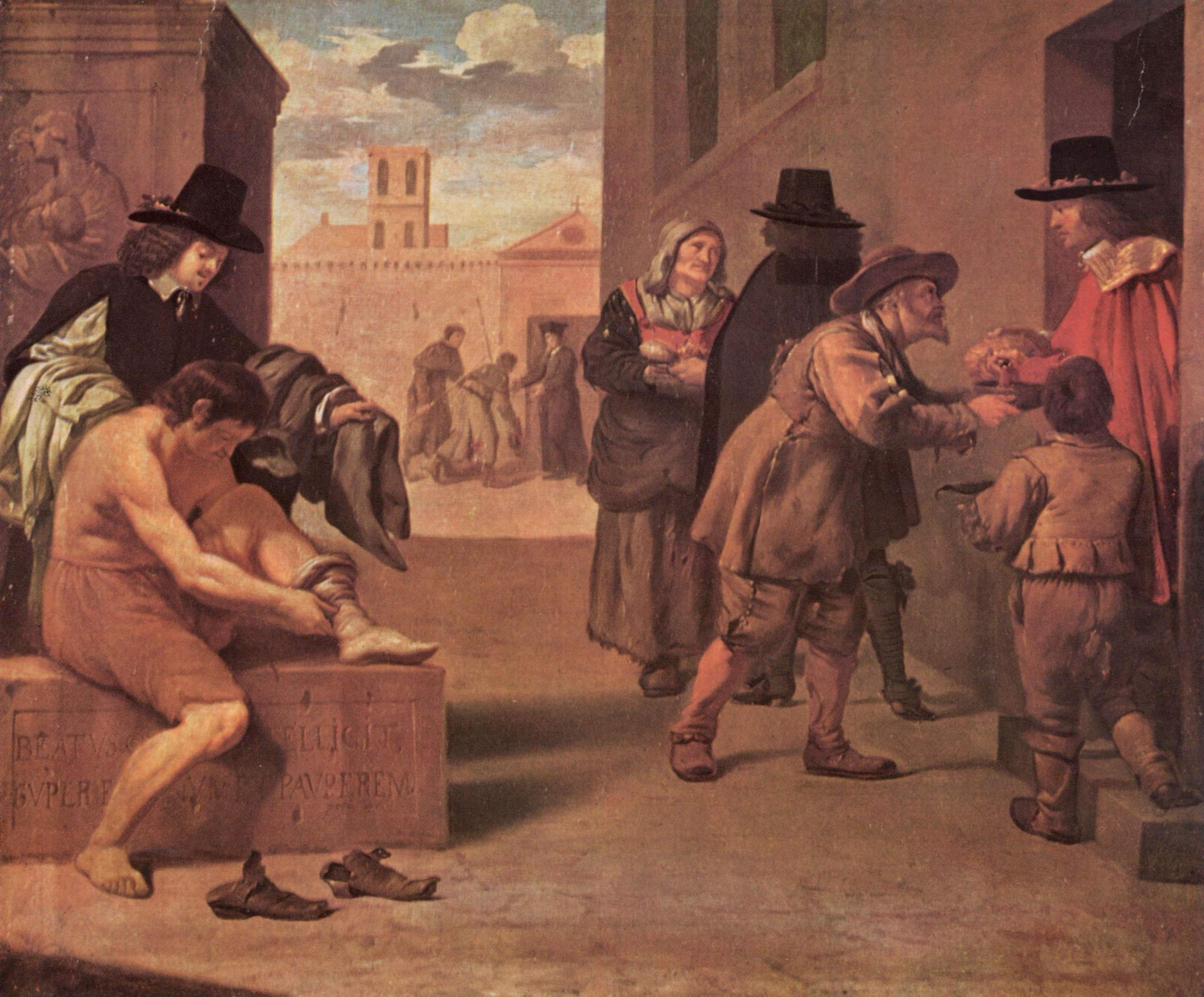
Les œuvres de miséricorde, par Pierre Montallier, 1680 env..

## Les sept œuvres de miséricorde corporelle
Les six premières œuvres de miséricorde corporelles sont énumérées par Jésus dans la Parabole de l'évangile sur le Jour du jugement (Mt. 25:34-40) : « Nourrir l'affamé, abreuver l'assoiffé, accueillir l'étranger, vêtir les malheureux, soigner les malades, et visiter les prisonniers ». La septième, « ensevelir les morts », apparut au cours du XIIe siècle et fut ratifié en 1220 par la collection canonique de Raymond de Peñafort.
Elles sont déjà présentes partiellement dans l'Ancien Testament dans le Livre d'Isaïe.
La sixième, la visite aux prisonniers, est également indiquée dans l’Épître aux Hébreux.
Les sept œuvres de miséricorde corporelle sont donc :
1. donner à manger aux affamés ;
2. donner à boire à ceux qui ont soif ;
3. vêtir ceux qui sont nus ;
4. accueillir les pèlerins ;
5. assister les malades ;
6. visiter les prisonniers ;
7. ensevelir les morts.

Plusieurs personnages bibliques illustrent les principales œuvres corporelles de miséricorde, notamment :
- le prophète Abraham, accueillant les trois anges venus le visiter (livre de la Genèse) ;
- le prophète Elie, multipliant la farine et l'huile pour la veuve de Sarepta (livre des Rois) ;
- Tobie, ensevelissant un de ses compagnons de captivité (livre de Tobie) ;
- la parabole évangélique du Bon Samaritain.

## Les sept œuvres de miséricorde spirituelle
La tradition des œuvres de miséricorde spirituelle remontant aux écrits des Pères de l’Eglise et qui devient probablement définitive au cours du XIIe siècle. Énumérées par Saint Thomas d'Aquin, elles sont au nombre de sept :
1. enseigner les ignorants ;
2. prier Dieu pour les vivants et pour les morts.
3. conseiller ceux qui sont dans le doute ;
4. pardonner les offenses ;
5. consoler les affligés ;
6. supporter patiemment les personnes ennuyeuses ;
7. avertir les pécheurs ;

Plusieurs personnages bibliques illustrent les principales œuvres spirituelles de miséricorde, notamment :
- Judas Macchabée, priant pour les morts (2e Livre des Macchabées) ;
- saint Jean-Baptiste, instruisant les foules venues le voir, ou reprochant sa conduite au roi Hérode ;
- la résurrection du fils de la veuve de Naïm, précédée par l'échange consolateur entre Jésus-Christ et la veuve.

Les œuvres corporelles et spirituelles sont construites en miroir : 
- Nourrir ceux qui ont faim : Les personnes dont le corps physique a besoin de nourriture, et les personnes dont les pensées demandent à être structurées, dont l'âme et l'esprit ont faim de vérité
- Abreuver ceux qui ont soif : Donner à boire aux corps désaltérés, mais également abreuver, par ses prières les âmes des vivants et des morts, qui ont soif de grâce du seigneur

« Notre prière est à notre âme ce que la pluie est à la terre » - St Jean-Marie Vianney, curé d’Ars
- Eclairer ceux qui doutent : ceux qui doutent en prison, qui désespèrent de revoir l'amour du Christ comme ceux qui n'osent avancer dans la vie, pris par de trop nombreuses incitations
- Vêtir et Revêtir ceux qui en ont besoin : Vêtir ceux qui sont nu, revêtir ceux dont l'esprit est nu suite à une offense. Pardonner les offenses permet à la grâce de Dieu de revenir habiter en nous - l'offenseur comme l'offensé - de nous vêtir de nouveau de son amour.
- Consoler : Apporter aide et espoir aux malades en leur rendant visite, apporter aide et soutiens aux affligés qui désespèrent dans leur tristesse.
- Accueillir l'autre dans tout son être : Qu'il soit simple voyageur venu perturber temporairement l'équilibre du foyer, ou qu'il soit un simple opportun qui vient déranger la petite maison de notre moi
- Ensevelir les corps et les âmes pêcheuses : Les corps à la fin de la vie, mais les esprits pécheurs peuvent être ensevelis bien avant en étant repris avec justice et humilité.

## Mise en œuvre
La miséricorde se diffuse au sein du christianisme à partir du XIIIe siècle. François d'Assise en est l'un des propagateurs. L'interprétation qui en est donnée, à partir des Évangiles, comme sentiment et comme institution, date des dernières décennies du siècle précédent. On commence alors à appliquer cette notion non seulement aux pécheurs, mais aux pauvres, aux pèlerins, aux malades et aux prisonniers, et à considérer l'assistance apportées par les œuvres de miséricorde, comme un moyen d'entrer dans le royaume des Cieux.
Des associations et des institutions aux noms divers (maison-Dieu, hospice, hôpital) se créent, rassemblant des fidèles volontaires, sous le signe de la fraternité et de la solidarité avec les déshérités.
Un nombre considérable d'hommes et de femmes s'y engagent pour tenter de remédier aux maux permanent de la société de l'époque. Des particuliers ou des autorités municipales fondent des hospices et des léproseries qui permettent d'y parvenir dans une certaine mesure, tout en offrant aux fidèles l'occasion d'un perfectionnement spirituel.

## Caractère rédempteur des œuvres de miséricorde

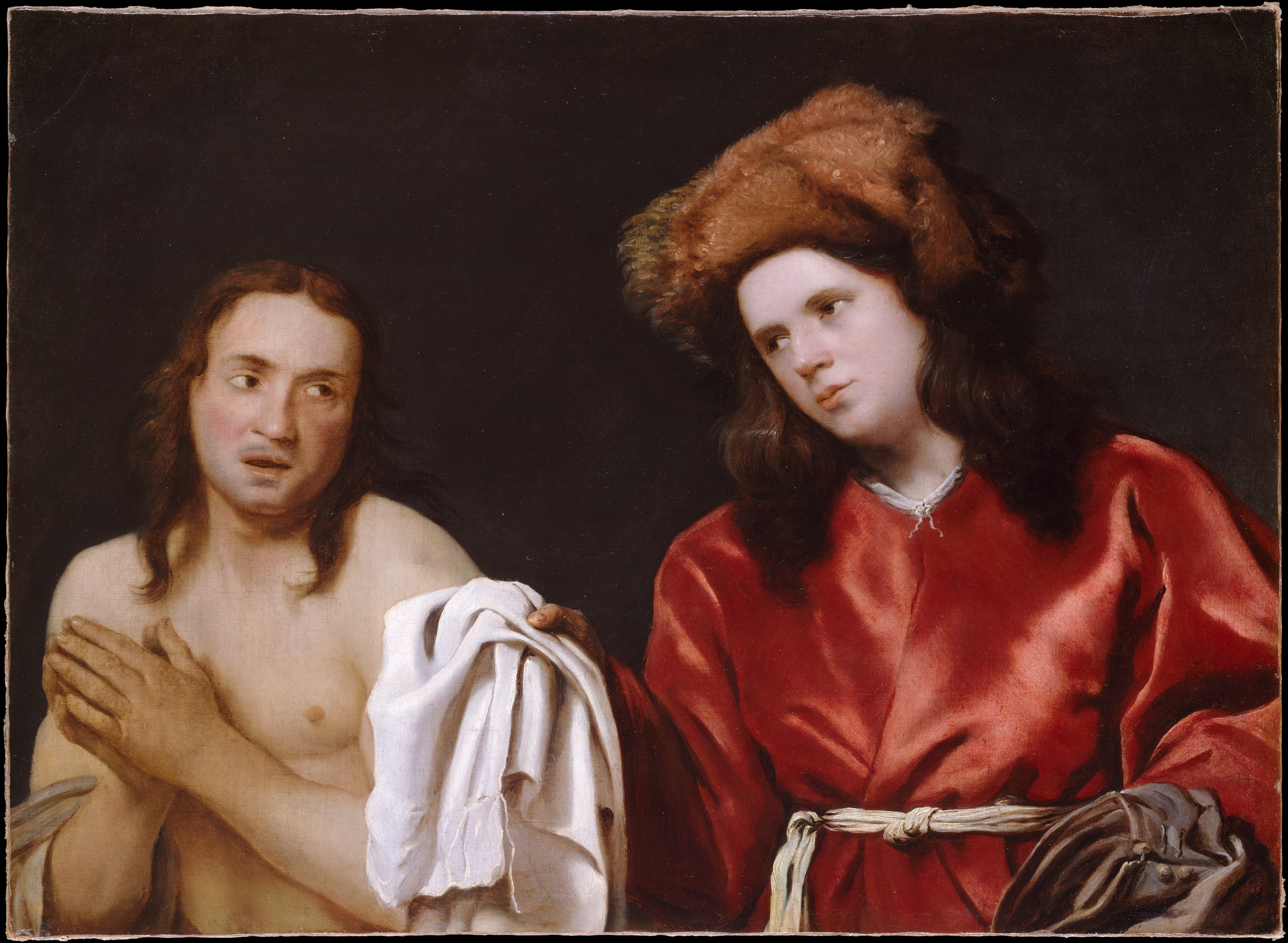
Vêtir les malheureux par Michael Sweerts.

Amour du prochain - Les œuvres de miséricorde sont des applications pratiques du message laissé par Jésus-Christ lors de son séjour terrestre, que ce soit par son enseignement ou par ses miracles. Cette invitation à la charité a été reprise par saint Paul, les papes, les Pères de l'Eglise, et de nombreux saints et laïcs.
Réparation des péchés - L'accomplissement d'œuvres de miséricorde, qui porte à compatir aux misères d'autrui et à les soulager, est de nature à réparer des fautes que l'on a commises, y compris si on ne les réalise pas individuellement. Dans le sacrement de pénitence, la satisfaction, appelée aussi pénitence, consiste à essayer de réparer le tort causé au péché : elle peut être par exemple une prière, une offrande, ou une œuvre de miséricorde.
Controverse - Certains courants de théologie catholique considéraient l'accomplissement des œuvres de miséricorde comme un moyen de réparer les fautes que l'on a commises. Cette doctrine dite des indulgences a provoqué de nombreuses critiques, conduisant à la Réforme. Par exemple Luther critiquait cette possibilité de racheter ses fautes et de gagner son salut, notamment par des aumônes, considérant que le nombre et l'identité des élus sont déterminés depuis toujours, et qu'aucune œuvre ne saurait donner le salut à ceux auxquels il n'est pas destiné. Cette pratique des indulgences reste toutefois inscrite dans le Catéchisme de l'Eglise catholique, étroitement liées au sacrement de pénitence.

## Les œuvres de miséricorde au centre du jubilé de la miséricorde en 2015
À l'occasion du Jubilé de la Miséricorde lancé en 2015 par le pape François, notamment par la lettre apostolique Misericordia et misera, les œuvres de miséricorde furent remises au centre de la démarche jubilaire, :

« J'ai un grand désir que le peuple chrétien réfléchisse durant le Jubilé sur les œuvres de miséricorde corporelles et spirituelles. Ce sera une façon de réveiller notre conscience souvent endormie face au drame de la pauvreté, et de pénétrer toujours davantage le cœur de l’Évangile, où les pauvres sont les destinataires privilégiés de la miséricorde divine. La prédication de Jésus nous dresse le tableau de ces œuvres de miséricorde, pour que nous puissions comprendre si nous vivons, oui ou non, comme ses disciples. Redécouvrons les œuvres de miséricorde corporelles : donner à manger aux affamés, donner à boire à ceux qui ont soif, vêtir ceux qui sont nus, accueillir les étrangers, assister les malades, visiter les prisonniers, ensevelir les morts. Et n’oublions pas les œuvres de miséricorde spirituelles : conseiller ceux qui sont dans le doute, enseigner les ignorants, avertir les pécheurs, consoler les affligés, pardonner les offenses, supporter patiemment les personnes ennuyeuses, prier Dieu pour les vivants et pour les morts ».

La sauvegarde de la création comme nouvelle œuvre de miséricorde ? Le 1er septembre 2016, à l'occasion de la deuxième Journée mondiale de prière pour la sauvegarde de la Création, le pape François a proposé de considérer la « sauvegarde de la Création » comme une œuvre de miséricorde, évoquant la sauvegarde de la maison commune qui demande les « simples gestes quotidiens par lesquels nous rompons la logique de la violence, de l’exploitation, de l’égoïsme […] et se manifeste dans toutes les actions qui essaient de construire un monde meilleur » (Laudato si', no 230-231).

## Représentation
Le peintre italien Le Caravage a illustré les œuvres de miséricorde dans une peinture célèbre.